# Sushi
Sushi (寿司 (壽司) (Thọ ti)/ すし/ スシ Sushi) là một món ăn Nhật Bản gồm cơm trộn giấm (shari) kết hợp với các nguyên liệu khác (neta). Neta và hình thức trình bày sushi rất đa dạng, nhưng nguyên liệu chính mà tất cả các loại sushi đều có là shari. Neta phổ biến nhất là hải sản. Thịt sống cắt lát gọi riêng là sashimi.